# Ramon Martire
Ramon Martire (...) è un giocatore di football americano brasiliano, che gioca come quarterback per i São Paulo Spartans.

## Palmarès
- 1 Brasil Bowl (Fluminense Imperadores, 2011)
- 1 Torneio Touchdown (Fluminense Imperadores, 2009)
- 1 Niterói Bowl (America Red Lions, 2006)